# Мейнтейнер
Мейнтейнер - специалист или группа специалистов по сопровождению или пакетированию свободного ПО и программного обеспечения, использующего практики, применяемые в свободном ПО. Мейнтейнер встраивает исходный код в двоичный пакет для распространения, фиксирует исправления или организует код в репозитории исходного кода. Мейнтейнер играет ключевую роль в развитии проекта.
Выпуск новой версии проекта человеком, не связанным с мейнтейнером, - частный случай создания форка. Так, например, произошло с uClibc и со StarOffice.
Мейнтейнер часто криптографически подписывает двоичные файлы, чтобы пользователи могли проверить их подлинность.